# 2343 Siding Spring
2343 Siding Spring је астероид главног астероидног појаса са средњом удаљеношћу од Сунца која износи 2,334 астрономских јединица (АЈ).
Апсолутна магнитуда астероида је 13,4.